# لوون هایکازونی
لوون ساهاکی هایکازونی (ارمنی: Լևոն Սահակի Հայկազունի زاده ۱۷ اکتبر ۱۹۱۷ - درگذشته ۱۴ اکتبر ۱۹۵۷) یک هنرمند سیرک اهل ارمنستان بود. وی بین سال‌های تا میلادی فعالیت می‌کرد. وی یکی از بنیانگذار گروه سیرک ارمنی می‌باشد.

## زندگی‌نامه
وی در ۳۰ اکتبر [سبک قدیمی: ۱۷ اکتبر] ۱۹۱۷ در تفلیس به دنیا آمد . وی همچنین برندهٔ جوایزی همچون هنرمند شایسته ارمنستان شوروی (۱۹۵۶) شده است. وی در ۱۴ اکتبر ۱۹۵۷ در ۳۹ سن سالگی در گیومری در هنگام اجرا کشته شد.